# Nuits
Nuits sur Armançon là một xã của Pháp,tọa lạc ở tỉnh Yonne trong vùng Bourgogne-Franche-Comté.

## Biến động dân số
| Năm | 1962 | 1968 | 1975 | 1982 | 1990 | 1999 |
| --- | ---- | ---- | ---- | ---- | ---- | ---- |
| Dân số | 493  | 556  | 499  | 453  | 455  | 407  |
| From the year 1962 on: No double counting—residents of multiple communes (e.g. students and military personnel) are counted only once. |      |      |      |      |      |      |

## Nhân vật nổi tiếng
- Paul Cabet nhà điêu khắc sinh năm 1815.
- Louis André, bộ trưởng chiến tranh của đệ tam cộng hòa, sinh ngày ngày 29 tháng 3 năm 1838.